# Радмила Киприянова-Радованович
Радмила Киприянова-Радованович (на македонска литературна норма: Радмила Киприjанова-Радовановиќ) е политичка от Северна Македония.

## Биография
Родена е през 1941 година в град Скопие. През 1964 година завършва Техническия факултет на Скопския университет, а през 1974 и Загребския университет. От 1965 е работи в Технолого-металургичния факултет на Скопския университет. През 1986 година става редовен професор там. За два мандата е ректор на Скопския университет. Между 1998 и 1999 е вицепремиер на Република Македония. Била е министър за технологично развитие в правителството на СФРЮ. Министър на науката на Република Македония.